# Оуайн ап Карадог
Оуайн ап Карадог (валл. Owain ap Caradog;), также известный как Оуайн Слабый (валл. Owain Wan;), (ок. 1081–1140) — лорд Гвинллуга и Каэр-Леона.

## Биография
Он был сыном и наследником короля Морганнуга - Карадога ап Грифида, который оспаривал королевство Дехейбарт и был убит в Битве при Майнид Карн в 1081 году. Оуайн довольствовался тем, что правил бывшим суб-королевством, а затем лордом Гвинллуга, в то время как титул короля Морганнуга перешел к его родственнику Иестину ап Гургант, который впоследствии был свергнут ок. 1090 год в рамках норманнского завоевания Уэльса. Несмотря на это, Оуайн продолжал удерживать территории между Римнеем и Аском и, возможно, с некоторой борьбой, удерживал часть или весь Каэр-леон, где в 1086 году земли (около 1,5 квадратных миль) принадлежали Терстину ФитцРольфу, знаменосцу Вильгельма Завоевателя в Гастингсе, под властью Вильгельма д'Экуи, магната с землями в Херефордшире, Норфолке и других графствах. Также в поместье значились трое валлийцев с таким же количеством плугов и карукатов, которые продолжали свои валлийские обычаи.
После смерти Оуайна его сын и наследник Морган был признан лордом Карлеона королем Генрихом II, прежде чем был убит Ифором Коротким, после чего власть перешла к брату Моргана, Иорверту аб Оуайну. Карлеон оставался в руках своих потомков, время от времени сталкиваясь с борьбой, пока Уильям Маршал не отвоевал замок в 1217 году у Моргана ап Хивела.